# دوريس دوسن
دوريس دوسن (بالإنجليزية: Doris Dawson)‏ هي ممثلة أمريكية، ولدت في 16 أبريل 1909 في غولدفيلد في الولايات المتحدة، وتوفيت في 1986 في كورال غيبلز في الولايات المتحدة.

## وصلات خارجية
- دوريس دوسن على موقع IMDb (الإنجليزية)
- دوريس دوسن على موقع قاعدة بيانات الفيلم (الإنجليزية)